# بینبریج، شهرستان جی‌آگو، اوهایو
بینبریج (به انگلیسی: Bainbridge) یک منطقهٔ مسکونی در ایالات متحده آمریکا است که در شهرستان جی‌آگو، اوهایو واقع شده‌است. بینبریج ۸٫۹۷ کیلومتر مربع مساحت و ۳٬۲۶۷ نفر جمعیت دارد و ۳۵۵ متر بالاتر از سطح دریا واقع شده‌است.